# Alex Wilmot-Sitwell
Alex Wilmot-Sitwell (* 16. März 1961) ist Präsident für Europa und Emerging Markets (exklusive Asien) bei Bank of America Merrill Lynch.

## Biografie
Wilmot-Sitwell wurde am 16. März 1961 in Großbritannien geboren. Sein Studium der modernen Geschichte schloss er erfolgreich an der Bristol University ab. Bevor er zu Warburg Dillon Read kam, leitete er bei Robert Fleming & Co. in Südafrika die Finanzabteilung. 1995 bekleidete er den gleichen Posten bei der UBS in Südafrika und wechselte 1998 nach London, wo er Direktor vom UK Investment Banking wurde.
2004 wurde Alexander Wilmot-Sitwell stellvertretender Global Head der Abteilung European Investment Banking und übernahm im November 2005 die gleiche Funktion im Bereich Investment Banking. Zuletzt war er Vorsitzender der UBS Investment Bank.
Im Mai 2012 wechselte Wilmot-Sitwell zu Bank of America Merrill Lynch, deren Aktivitäten in Europa und den Emerging Markets (exklusive Asien) er von nun verantwortet.
Wilmot-Sitwell wirkte  bei zahlreichen wichtigen Transaktionen verschiedenster Unternehmen wie Anglo American Corporation, Old Mutual, Liberty International, ScottishPower, Wolseley, ICI, SABMiller plc, Carlton Communications, British Airways und Shell mit.
| Personendaten    | Personendaten               |
| ---------------- | --------------------------- |
| NAME             | Wilmot-Sitwell, Alex        |
| ALTERNATIVNAMEN  | Wilmot-Sitwell, Alexander   |
| KURZBESCHREIBUNG | englischer Investmentbanker |
| GEBURTSDATUM     | 16. März 1961               |
| GEBURTSORT       | Großbritannien              |